# Frants Henningsen
Frants Peter Didrik Henningsen, född 22 juni 1850, död 20 mars 1908, var en dansk målare. Han var bror till Erik Henningsen.
Henningsen företrädde liksom sin bror 1880-talets genremåleri, men målade även porträtt och landskap.

## Utmärkelser
- Riddare av Dannebrogorden,  1892[5]
- Dannebrogsmännens hederstecken,  1904[5]
- Thorvaldsenmedaljen

[Redigera Wikidata]